# Sede de las Cortes de Castilla y León
La sede de las Cortes de Castilla y León se trata de una edificación localizada en la zona de Villa del Prado de la ciudad española de Valladolid, que alberga la sede de las Cortes de Castilla y León en la comunidad autónoma de Castilla y León.

## Historia

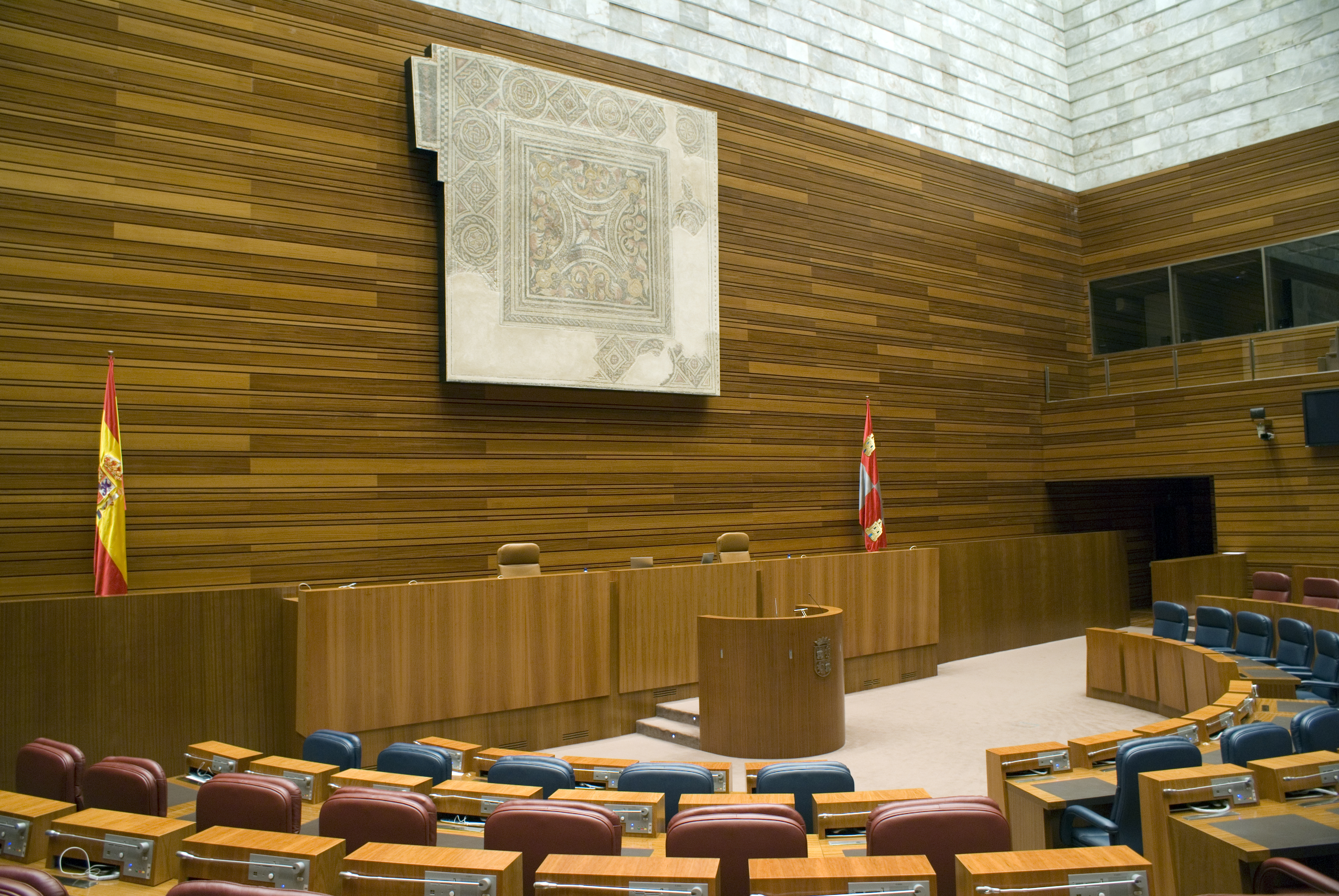
Vista del hemiciclo

Desde el año 1983 el castillo de Fuensaldaña había albergado la sede del Parlamento autonómico de esta comunidad autónoma, conocidas como las Cortes de Castilla y León.
El proyecto inicial de la nueva sede fue obra del arquitecto granadino Ramón Fernández Alonso. El Proyecto definitivo y la Dirección de Obra corrieron a cargo de los arquitectos Leopoldo Cortejoso García y Juan Antonio Coronado Sierra, del Estudio Cortejoso y Coronado. Se encuentra ubicado en la zona de Villa del Prado de la ciudad de Valladolid. La obra fue adjudicada a la Unión Temporal de Empresas compuesta por Fomento de Construcciones y Contratas y Construcciones y Obras Llorente. El coste de la construcción, adjudicado en 39,6 millones de euros, superó los 79,5 millones de euros.
El edificio, cuyas obras dieron comienzo en abril de 2004, fue inaugurado el 14 de noviembre de 2007. La decoración interior del inmueble se debe al interiorista Erico Navazo. La edificación se compone de cuatro volúmenes diferenciados. Se utilizaron para su construcción granitos, mármoles, areniscas y otros materiales pétreos procedentes de las nueve provincias de la comunidad autónoma. El hemiciclo del salón de plenos está presidido por un mosaico romano del siglo iv.
El edificio destaca por sus líneas rectas y por sus volúmenes arquitectónicos, con un gran cubo central que da luz al hemiciclo. Aparte de su uso institucional, también sirve como sala de exposiciones.

## Colección artística
La colección de obras artísticas de las Cortes incluye fotografías (de artistas como Ángel Marcos, Amaya Hernández o Sacris), esculturas de, entre otros, Baltasar Lobo o Venancio Blanco, y pinturas, tanto abstractas (de Modesto Ciruelos, Juan Manuel Díaz-Caneja, Luis Sáez, Esteban Vicente, Marta Cárdenas o María José Castaño) como figurativas (de José Sánchez-Carralero, José María Cuasante, Ricardo Sánchez o Vela Zanetti).